# Карпов (Волгоградская область)
Карпов — хутор в Палласовском районе Волгоградской области, в составе Эльтонского сельского поселения. Хутор расположен на юго-востоке Палласовского района, в 110 км южнее города Палласовка. Расстояние до административного центра сельского поселения посёлка Эльтон — 13 км.
Население — 117 (2010)

## История
Населённый пункт впервые обозначен на топографической карте Астраханской губернии 1909 года издания.
С 1935 года — хутор в составе Эльтонского района Сталинградского края (в 1936 году преобразован в Сталинградскую область). В 1950 году в связи с упразднением Эльтонского района передан Палласовскому району. Хутор находился в подчинении Эльтонского поссовета.

## Население
Динамика численности населения по годам:
| 1987 | 2002 |
| ---- | ---- |
| ≈180 | 169  |

| 2010 |
| ---- |
| 117  |